# Campeonato Mundial de Esqui Estilo Livre de 2015 - Aerials feminino
A prova do aerials feminino do Campeonato Mundial de Esqui Estilo Livre de 2015 foi disputada entre os dias 14 e 15 de janeiro em Kreischberg na Áustria.  Participaram 20 atletas de  9 nacionalidades.

## Medalhistas
| Ouro             | Prata                | Bronze           |
| Laura Peel (AUS) | Kiley McKinnon (USA) | Xu Mengtao (CHN) |

## Resultados

### Qualificação
20 esquiadoras participaram do processo qualificatório. As 12 melhores avançaram para a final.
| Pos. | Bib | Esquiadora               | Nacionalidade  | Salto 1 | Salto 2 | Notas |
| ---- | --- | ------------------------ | -------------- | ------- | ------- | ----- |
| 1    | 4   | Danielle Scott           | Austrália      | 96.23   |         | Q     |
| 2    | 11  | Laura Peel               | Austrália      | 92.70   |         | Q     |
| 3    | 1   | Xu Mengtao               | China          | 91.29   |         | Q     |
| 4    | 2   | Kiley McKinnon           | Estados Unidos | 87.42   |         | Q     |
| 5    | 6   | Quan Huilin              | China          | 84.42   |         | Q     |
| 6    | 7   | Xu Sicun                 | China          | 84.42   |         | Q     |
| 7    | 5   | Ashley Caldwell          | Estados Unidos | 79.78   | 100.20  | Q     |
| 8    | 12  | Aliaksandra Ramanouskaya | Bielorrússia   | 84.10   | 74.82   | Q     |
| 9    | 14  | Liubov Nikitina          | Rússia         | 67.32   | 81.58   | Q     |
| 10   | 9   | Hanna Huskova            | Bielorrússia   | 80.64   | 27.84   | Q     |
| 11   | 18  | Anastasiya Novosad       | Ucrânia        | 80.32   | 54.28   | Q     |
| 12   | 15  | Veronika Korsunova       | Rússia         | 80.01   | 70.18   | Q     |
| 13   | 13  | Renee McEldoff           | Austrália      | 79.69   | 77.72   |       |
| 14   | 3   | Kong Fanyu               | China          | 77.14   | 79.45   |       |
| 15   | 10  | Olga Polyuk              | Ucrânia        | 78.75   | 67.57   |       |
| 16   | 8   | Shen Xiaoxue             | China          | 78.12   | 70.50   |       |
| 17   | 17  | Sabrina Guerin           | Canadá         | 78.12   | 70.47   |       |
| 18   | 20  | Zhanbota Aldabergenova   | Cazaquistão    | 75.40   | 53.55   |       |
| 19   | 16  | Nadiya Mokhnatska        | Ucrânia        | 68.89   | 42.84   |       |
| 20   | 19  | Elodie Wallace           | Reino Unido    | 51.66   | 48.60   |       |

### Final
As 12 esquiadoras disputaram no dia 15 de janeiro a final da prova.
| Pos.              | Bib | Esquiadora               | Nacionalidade  | Salto 1 | Salto 2 | Salto 3 |
| ----------------- | --- | ------------------------ | -------------- | ------- | ------- | ------- |
| Medalha de ouro   | 11  | Laura Peel               | Austrália      | 80.95   | 86.01   | 88.47   |
| Medalha de prata  | 2   | Kiley McKinnon           | Estados Unidos | 85.36   | 77.14   | 88.12   |
| Medalha de bronze | 1   | Xu Mengtao               | China          | 98.00   | 96.90   | 86.84   |
| 4                 | 5   | Ashley Caldwell          | Estados Unidos | 89.30   | 68.47   | 79.78   |
| 5                 | 4   | Danielle Scott           | Austrália      | 82.21   | 88.83   | 70.14   |
| 6                 | 9   | Hanna Huskova            | Bielorrússia   | 82.84   | 78.30   | 69.09   |
| 7                 | 14  | Liubov Nikitina          | Rússia         | 83.47   | 65.56   |         |
| 8                 | 7   | Xu Sicun                 | China          | 80.50   | 59.50   |         |
| 9                 | 6   | Quan Huilin              | China          | 85.05   | 35.25   |         |
| 10                | 18  | Anastasiya Novosad       | Ucrânia        | 78.12   |         |         |
| 11                | 12  | Aliaksandra Ramanouskaya | Bielorrússia   | 71.82   |         |         |
| 12                | 15  | Veronika Korsunova       | Rússia         | 64.26   |         |         |

Legenda
| Recorde mundial       | Recorde mundial (World record)               |                       | Recorde africano                      | Recorde africano (African) |                                           | Q | Classificado por posição (Qualified) |
| Recorde do campeonato | Recorde do campeonato (Championship record)  | Recorde da América    | Recorde da América (Americas)         | q                          | Classificado por melhor tempo (Qualified) |   |                                      |
| Melhor marca do ano   | Melhor marca do ano (World leading)          | Recorde asiático      | Recorde asiático (Asian)              | DNS                        | Não largou (Did not start)                |   |                                      |
| Recorde nacional      | Recorde nacional (National record)           | Recorde europeu       | Recorde europeu (European)            | DNF                        | Não terminou (Did not finish)             |   |                                      |
| Recorde pessoal       | Recorde pessoal do atleta (Personal best)    | Recorde da Oceania    | Recorde da Oceania (Oceania)          | DSQ / DQ                   | Desclassificado (Disqualified)            |   |                                      |
| Recorde da temporada  | Recorde da temporada do atleta (Season best) | Recorde sul-americano | Recorde sul-americano (South America) | NM                         | Sem marca (No mark)                       |   |                                      |